# USS Cincinnati (SSN-693)
USS Cincinnati (SSN-693) — американская подводная лодка проекта «Лос-Анджелес», шестая по счёту в этом классе (в хронологическом порядке). Это четвертый корабль, названый в честь города Цинциннати.
Контракт на строительство был подписан Newport News Shipbuilding в городе Ньюпорт-Ньюс, штат Вирджиния, 4 февраля 1971 года и её киль был заложен 6 апреля 1974 года. Первый спуск прошел 19 февраля 1977 года в присутствии спонсора, Уильяма Китинга, а в эксплуатацию поступил уже с 10 июня 1978 года. Капитаном был назначен Гилберт В. Уилкс.
В августе 1979 года Цинциннати спас финских моряков в 70 милях (100 км) от восточного побережья Флориды, которые пробыли в воде в течение 22 часов после падения за борт финского Finnbeaver.
В ноябре 1980 года, после патрулирования в Средиземном море, Цинциннати посетил бывший президент США Ричард Никсон и адмирал Хайман Риковер для ознакомления с подлодкой.
Цинциннати был списан и вычеркнут из морских реестров судов 29 июля 1996 года.